# 강경화
강경화(康京和, 1955년 4월 7일~)는 대한민국의 전직 제38대 외교부 장관이다. 
클리블랜드대학교 커뮤니케이션학과와 세종대학교 영어영문과 조교수를 지냈고, KBS 방송 프로듀서 겸 아나운서, 음성다중방송담당 캐스터, 한국여성단체협의회 국제관계위원회 위원, 한국여성정치문화연구소 이사 등으로 활동했다. 1990년부터 국회의장 섭외비서관, 통역 겸 섭외담당비서관, 국회 국제담당비서관, 외무부 외교안보연구원 미주담당 연구관, 외교통상부 장관 비서관 등을 역임했다. 외무고시를 합격하지 않은 특채 출신 첫 외교부서 국장이었고, 한국 여성 최초 유엔 고위직에 올랐다.

## 생애
1955년 서울에서 한국방송공사(KBS) 아나운서와 미국의 소리 방송 아나운서, KBS 방송 이사를 지낸 강찬선의 딸로 태어났다. 이화여자고등학교 졸업을 거쳐 연세대학교 법정대학 정치외교학과를 학사 학위 취득하고, 미국 매사추세츠 대학교 애머스트 대학원 커뮤니케이션학 석사, 박사 학위를 받았다.
1977년부터 1986년까지 KBS 영어방송 프로듀서 겸 아나운서로 활동하였고 1986년에 KBS를 퇴사하여 프리랜서를 선언하였다. 이후 1988년부터 1991년까지 서울특별시 지하철공사의 영어 안내방송(한국어 안내방송은 정부용이 맡았음)를 맡은 경력을 갖고 있다. 이후 미국 클리블랜드 대학 커뮤니케이션학과 조교수, 1994년부터 1998년까지 세종대학교 영어영문학과 조교수로 재직했고, 1990년 6월 16일 국회의장 섭외비서관, 1993년 5월 1일부터 1994년 1월 1일까지 국회의장 섭외담당 비서관, 1994년 1월 1일부터는 국회 의장통역 겸 섭외담당 비서관이었다. 1995년 한국NGO위원회 미디어분과위원장, 베이징 세계여성대회 비정부단체(NGO)부문 대변인으로 활동했다. 그밖에 한국여성단체협의회 국제관계위원회 위원, 한국여성정치문화연구소 이사 등으로도 활동했다. 외무고시를 합격하지 않았으나, 1998년 김대중 정부에서 외교부 국제전문가로 특채되었다.

### UN 활동
코피 아난 (Kofi Annan)과 반기문, 안토니우 구테흐스 (Antonio Guterres) 등이 사무총장을 지낸 UN에서 주요 역할을 수행했다. 2001년부터 주 UN 대한민국 대표부 공사 참사관, 2003년 UN여성지위위원회 CSW 의장 등을 지내다가 2005년 외교통상부 국제기구국장이 되었다. 다시 UN으로 돌아가 2006년 9월 UN 인권최고대표사무소 OHCHR 부고등판무관, 2013년 3월 UN인도주의업무조정국 OCHA 사무차장보 등을 맡아보았다. 2016년 10월 신임 안토니우 구테흐스 UN 사무총장 당선인 인수팀장으로 활동했다.

### 외교부 장관
2017년 제9대 유엔 사무총장 안토니우 구테흐스의 정책특별보좌관으로 활동하다가 문재인 정부의 첫 외교부 장관으로 지명되었다. 문재인 정부에서 강경화를 외교부 장관 후보자로 지명하면서 청와대는 결격사유 2가지를 언급하였다. 청와대는 "1984년 강경화의 미국 유학 중에 태어난 장녀가 이중국적자이며, 2006년 미국 국적을 선택하여 한국 국적을 이탈하였다. 장녀가 미국에서 1년간 고등학교에 다니다가 2000년 2학기에 한국으로 전학을 오면서 1년간 친척 집에 주소지를 둬서 위장전입한 사실도 확인됐다”고 밝혔다. 2017년 6월 18일 임명장을 받았다.

## 학력
- 이화여자고등학교 졸업
- 1977년 2월 연세대학교 정치외교학과 학사
- 1981년 9월 매사추세츠 대학교 애머스트 대학원 커뮤니케이션학 석사
- 1984년 2월 매사추세츠 대학교 애머스트 대학원 커뮤니케이션학 박사

## 경력
- KBS 영어방송 PD 겸 아나운서
- 1976년 12월 KBS 국제방송 라디오코리아 영어반 PD
- 1983년 9월 미국 클리블랜드 대학 커뮤니케이션학과 조교수
- 1985년 10월 17일 KBS 뉴스 음성다중담당 캐스터[4]
- 1986년 KBS 퇴사하여 프리랜서 선언.
- 1990년 6월 16일 국회의장 섭외비서관[5](3급 상당[6])
- 1993년 5월 1일 ~ 1994년 1월 국회의장 섭외담당비서관[7]
- 1994년 1월 국회의장 통역 겸 섭외담당비서관[8](3급 상당)
- 1994년 ~ 1998년 세종대학교 영어영문학과 조교수
- 1995년 한국NGO위원회 미디어분과위원장
- 1995년 베이징 세계여성대회 비정부단체(NGO)부문 대변인[9]
- 한국여성단체협의회 국제관계위원회 위원[9]
- 한국여성정치문화연구소 이사[9]
- 1996년 4월 17일 ~ 4월 22일 이연숙 한국여성단체협의회 회장, 김금래 사무총장과 함께 뉴질랜드 오클랜드의 세계여성단체협의회 집행위원회 참석[10]
- 1996년 7월 20일[11] ~ 1998년 7월 국회의장 국제담당비서관(별정직 2급[9])
- 1998년 7월 30일 ~ 1998년 8월 14일 대한민국 외무부 외교안보연구원 미주부 연구관(별정직 3급[9])
- 1998년 8월 15일 ~ 1999년 1월 25일 외교통상부 외교안보연구원 미주 연구관[12]
- 1999년 1월 25일 ~ 2000년 외교통상부 장관 보좌관
- 2001년 ~ 2005년 주 유엔 대한민국 대표부 공사 참사관
- 2003년 유엔여성지위위원회 CSW 의장
- 2005년 외교통상부 국제기구국장
- 2006년 9월 유엔인권최고대표사무소 OHCHR 부고등판무관
- 2007년 1월 유엔인권최고대표사무소 부대표(사무차장보급)
- 2013년 3월 유엔인도주의업무조정국 OCHA 사무차장보
- 2013년 4월 유엔인도지원조정관실 긴급구호 부조정관(사무차장보급)
- 2016년 10월 UN 사무총장 당선자 인수팀장
- 2017년 1월 ~ 2017년 5월 UN 정책특별보좌관
- 2017년 6월 ~ 2021년 2월 제38대 외교부 장관
- 2019년 5월 ~ 2021년 2월 국가기후환경회의 위원(정부)
- 2019년 5월 ~ 2021년 2월 녹색성장위원회 당연직위원
- 2020년 8월 ~ 2022년 4월 더불어민주당 상임고문 겸 당무위원
- 2021년 9월 ~ 이화여자대학교 국제대학원 국제학과 명예석좌교수
- 2024년 4월 ~ 아시아소사이어티 회장

## 수상
- 2006년 11월 제21회 한국여성단체협의회 올해의 여성상
- 2006년 12월 근정포장
- 2013년 11월 제11회 한국 YWCA연합회 한국여성지도자상 특별상

## 가족
- 아버지: 강찬선(康贊宣, 1918년 4월 17일 ~ 1998년 12월 10일)
- 어머니: 김길임(金吉任)
- 남편: 이일병
- 자녀: 이준영, 이현지, 이예지

## 논란

### 위장 전입 관련
2000년 강경화의 딸은 미국 고등학교에서 대한민국의 이화여자고등학교로 전학하였다. 강경화는 이때 서울 중구 정동의 한 아파트에 위장전입(주민등록법위반)하였다. 2017년 5월 21일 강경화는 대통령비서실이 외교부 장관 후보자 지명 사실을 발표할 때 해당 아파트가 친척집이라고 해명했으나, 당시 정동 아파트는 사실상 이화여자고등학교의 관사로 밝혀졌다. 강경화는 2017년 6월 7일 위장전입 사실을 인정하였으나, 주민등록법위반 공소시효(5년)가 지나 형사처벌 받지는 않았다. 주민등록법 제37조 3의2항은 "주민등록 또는 주민등록증에 관하여 거짓의 사실을 신고 또는 신청한 사람"은 3년이하의 징역 또는 1천만원 이하의 벌금형으로 처벌하도록 규정하고 있으며, 30일 이상 거주할 목적없이 주소지를 등록하면 위장전입으로 해석된다.

### 자녀 미국 국적
강경화의 자녀는 2006년 한국 국적을 포기하고 미국 국적을 선택했다. 2017년 5월 외교부 장관 인사청문회에서 장녀의 미국 국적이 논란이 되자 강경화는 한국 국적 회복을 약속했다. 하지만 취임 뒤에도 국적 회복 신청을 하지 않아 비판을 받았다. 결국 강경화의 자녀는 2018년 7월 3일에 한국 국적을 회복했다.